# Henri Yvon
Henri Yvon (* 1873; † 1963) war ein französischer Romanist und Sprachwissenschaftler.

## Leben und Werk
Yvon studierte an der École normale supérieure (rue d’Ulm), schloss 1894 ab, bestand die Agrégation und wurde Gymnasiallehrer für Französisch am Lycée Henri IV.  Er lehrte ferner an der École normale supérieure von Saint-Cloud und Fontenay-aux-Roses. Er publizierte zahlreiche Artikel zur französischen Grammatik in den Zeitschriften Revue de Philologie française und Le Français Moderne.

## Werke
- (mit Maxime Lanusse) Cours complet de grammaire française [1.] Classes préparatoires, Paris  1914  [2.] Classes élémentaires, Paris 1914 [3.] Classes de grammaire et classes supérieures, Paris 1921,16. Auflage 1955 [4.] Classe de sixième, Paris 1926
- L'imparfait de l'indicatif en français, Paris 1926
- (Hrsg. mit Gustave Dulong) Morceaux choisis des auteurs français, Paris 1928
- (mit Maxime Lanusse) La nomenclature grammaticale de 1910. Textes et commentaire, Paris  1929
- (mit Roger Thabault und Maxime Lanusse) Cours de langue française. Vocabulaire, grammaire, composition française à l'usage des cours complémentaires, des écoles, primaires supérieures, des écoles pratiques de commerce et d'industrie, Paris 1932, 1937
- (mit Abel Bourgery)  Grammaire latine complète. Classe de cinquième et classes supérieures, Paris 1933
- (mit Marcel Rameau) Dictionnaire des antonymes ou contraires avec indication des synonymes, Paris 1933